# Сукса (приток Паши)
Сукса — река в России, протекает по территории Тихвинского и Волховского районов Ленинградской области. Левый приток Паши.

## География
Река Сукса берёт начало в урочище Гридино в северной части болота Соколий Мох. Течёт на северо-восток. Устье реки находится у деревни Сукса в 81 км по левому берегу реки Паши. Длина реки — 16 км, площадь водосборного бассейна — 153 км². Основные притоки: Сарка, Медвежка и Тавозлок.

## Данные водного реестра
По данным государственного водного реестра России относится к Балтийскому бассейновому округу, водохозяйственный участок реки — Свирь, речной подбассейн реки — Свирь (включая реки бассейна Онежского озера). Относится к речному бассейну реки Нева (включая бассейны рек Онежского и Ладожского озера).